# Prins van La Moskowa

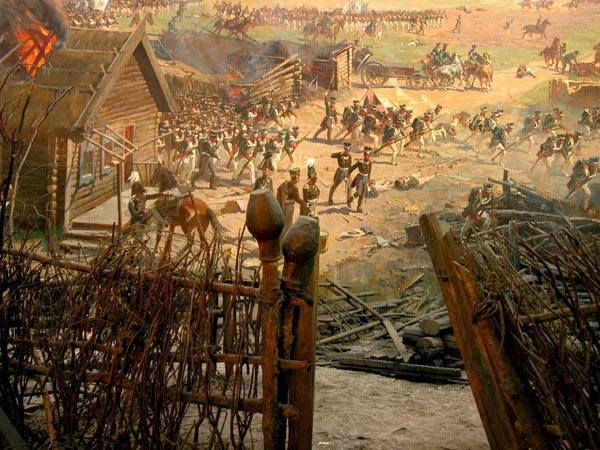
De slag bij Borodino, of: bij La Moskowa

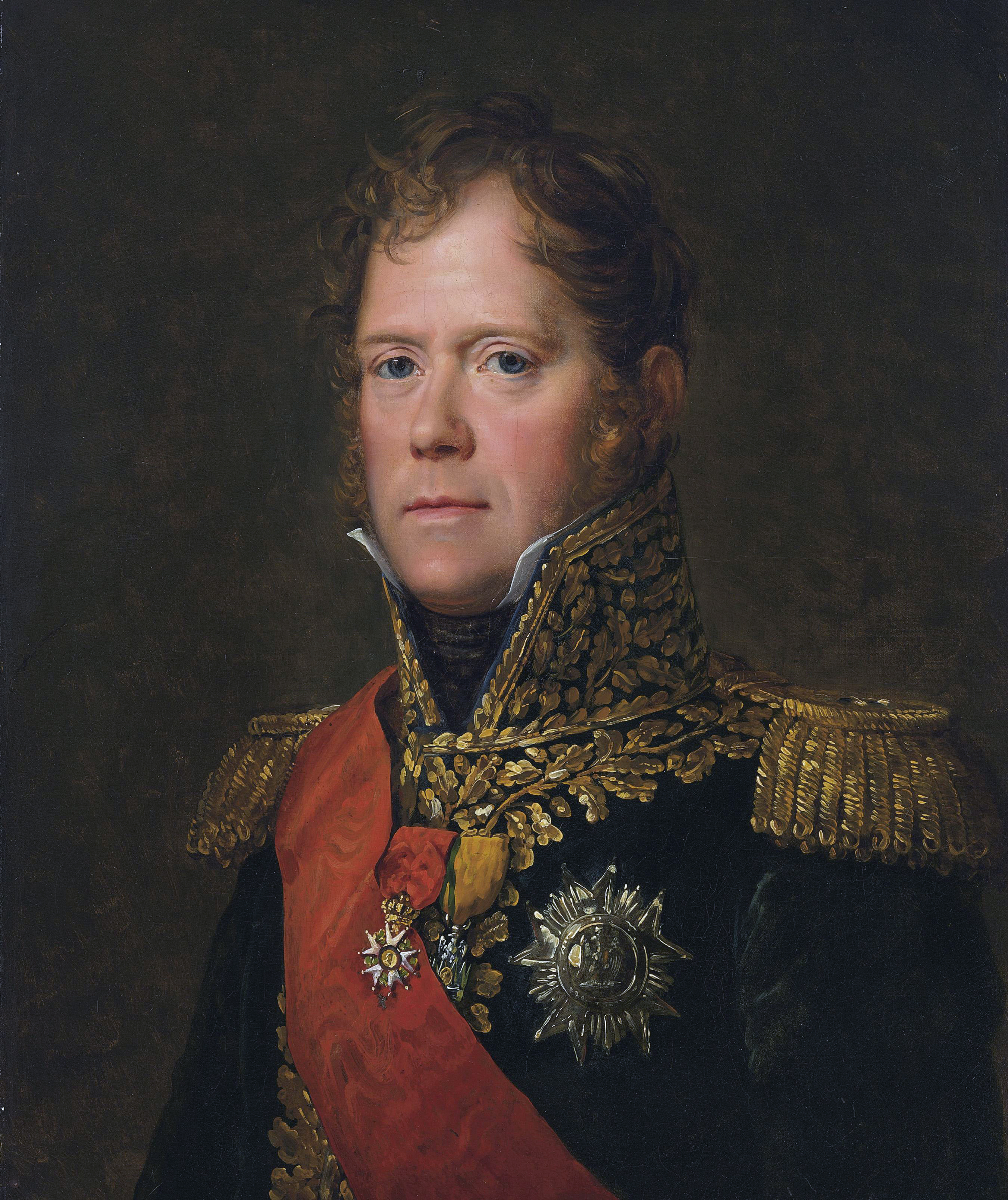
Michel Ney, 1e hertog van Elchingen, 1e prins van La Moskowa (1769-1815)

De titel van Prins van La Moskowa werd op 25 maart 1813 door keizer Napoleon I gecreëerd voor zijn maarschalk Michel Ney en werd sindsdien door zijn nazaten gevoerd totdat het geslacht Ney d'Elchingen in mannelijke lijn in 1969, in 2005 geheel uitstierf.

## Geschiedenis
Napoleon creëerde voor verschillende van zijn maarschalken hertog- en prinsentitels. Deze is ontleend aan de slag bij Borodino op 7 september 1812, in het Frans genoemd de slag bij de Moskowa waarbij de maarschalk een rol speelde. Maarschalk Michel Ney (1769-1815) kreeg in 1808 al de titel hertog van Elchingen als een overwinningstitel en ter herinnering aan zijn bijdrage aan die veldslag. In 1813 kreeg hij tevens deze overwinningstitel van prins de La Moskowa.

## Opeenvolgende prinsen
1. 1813-1815 : Michel Ney (1769-1815), 1e hertog van Elchingen, 1e prins van La Moskowa (1813), maarschalk
2. 1815-1857 : Napoléon Joseph Ney (1803-1857), 2e  prins van La Moskowa, oudste zoon van voorgaande
3. 1857-1882 : Edgar Napoléon Henry Ney (1812-1882), 3e  prins van La Moskowa, vierde zoon van de 1e prins en broer van voorgaande
4. 1882-1928 : Léon Napoléon Louis Michel Ney (1870-1928), 4e  prins van la Moskowa, oudste zoon van voorgaande
5. 1881-1933 : Charles Aloys Jean Gabriel Ney (1873-1933), 4e hertog van Elchingen, 5e  prins van La Moskowa (1928), jongere broer van voorgaande
6. 1933-1969 : Michel Georges Napoléon Ney (1905-1969), 5e hertog van Elchingen, 6e  prins van La Moskowa, zoon van voorgaande, laatste hertog en prins